# 徳勝
徳勝（とくしょう）は明代に漢政権を樹立し自立した劉通が用いた私年号。1465年旧3月 - 1466年旧閏3月。

## 西暦・干支との対照表
| 徳勝 | 元年     | 2年     |
| 西暦 | 1465年   | 1466年  |
| 干支 | 乙酉     | 丙戌    |
| 明   | 成化元年 | 成化2年 |